# أسبرجين
أسبرجين أو أسباراجين (يختصر ب Asn أو N ) هو حمض ألفا-أميني قطبي متعادل و محب للماء،و هو حمض أميني غير أساسي أي أن الجسم البشري قادر على تركيبه و رمزه الوراثي هو AAU و AAC.
حمض الاسباراجين هو واحد من العشرين حمض أميني الأكثر تواجدا في الطبيعة، في البروتينات يساهم الأسباراجين في تكوين الراوابط الهيدروجينية عبر مجموعته الأمينية·
يؤدي التفاعل بين الأسباراجين و السكريات المختزلة أو مع الكربونيلات المتفاعلة إلى تكوين الأكريلاميد في الأطعمة إذا تم تسخينه إلى درجة كافية، هذا المركب يتكون في الأطعمة المعجونة مثل البطاطس المقلية، رقائق البطاطس، والخبز المحمص.

## تاريخ
تم عزل الأسبارجين لأول مرة سنة 1806 بشكل بلوري بواسطة الكيميائين الفرنسين لوي نيكولا فوكلان و Pierre Jean Robiquet بالإضافة إلى مساعدهما الياباني ، من عصير الهليون اللذي يوجد فيه بكثرة- سبب تسمية الأسباراجين بهدا الاسم هو نسبة إلى أسباراجيس Asparagus أي الهليون- وكان هو أول حمض أميني تم عزله·
سنوات قليلة بعد ذلك، سنة 1809، قام Pierre Jean Robiquet مجددا بتحديد مادة ذات خصائص مشابهة لتلك الخاصة بالأسباراجين، هذه المرة في جدور نبات عرقسوس، إلى أن قام Plisson ،سنة 1828 ،بتأكيد ان تلك المادة هي الاسبارجين نفسه·

### المصادر الغذائية

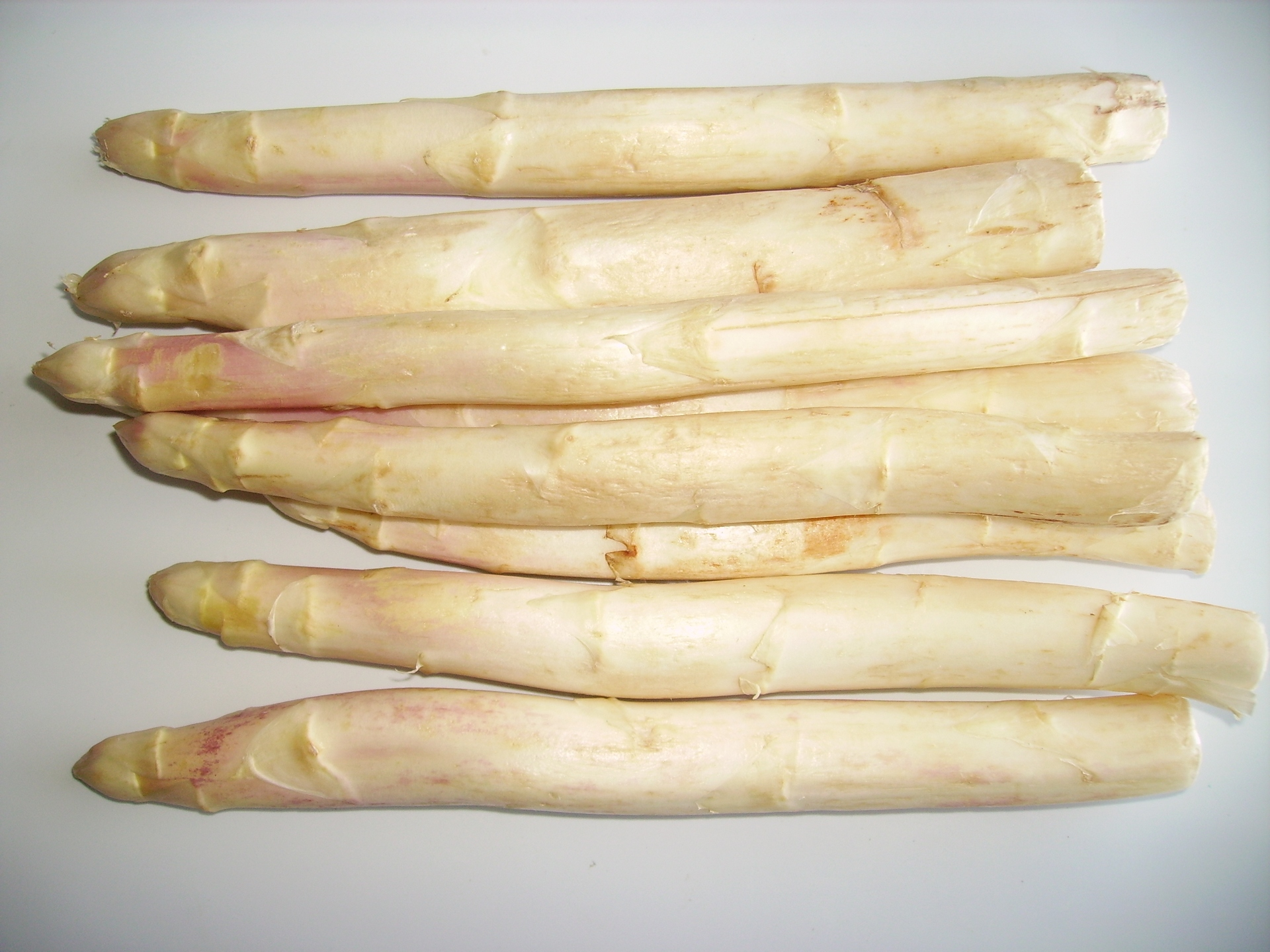
الهليون من أغنى المصادر النباتية بالأسباراجين

### التركيب الحيوي

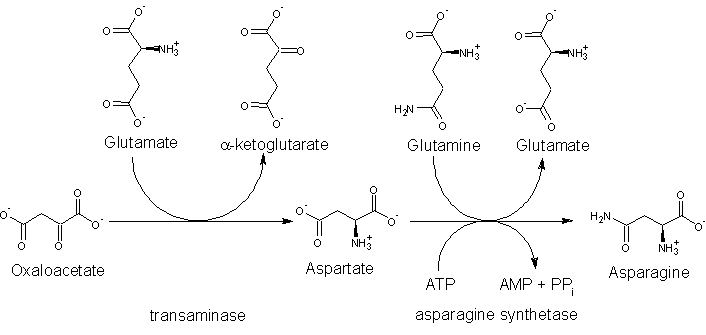
التركيب الحيوي للأسبارجين إنطلاقا من حمض أكسالوأسيتك.